# Вдовенко, Виктор Михайлович
Виктор Михайлович Вдовенко (5 [18] января 1907, Киев — 14 февраля 1978) — советский радиохимик, член-корреспондент АН СССР (1958), профессор (1958). Член КПСС с 1928.

## Биография
Виктор Михайлович Вдовенко родился 5 (18) января 1907 года в Киеве.
Окончил Киевский технологический институт (1930) и аспирантуру Ленинградского физико-технического института (1935). С 1935 преподавал в ЛГУ. В 1953—1972 возглавлял Радиевый институт им. В. Г. Хлопина.
Основные работы в области радиохимии, неорганической и физической химии: распределение радиоактивных элементов между несмешивающимися растворителями, определение растворимости соединений радиоактивных элементов в неводных растворителях, исследования соединений радия, химия трансурановых элементов.
Похоронен на Северном кладбище Санкт-Петербурга.

## Награды
- 2 ордена Ленина (1949, 1954)
- орден Октябрьской Революции (1971)
- 3 ордена Трудового Красного Знамени (1954, 1962, 1967)
- 2 ордена «Знак Почёта» (21.02.1944, 1951)
- медали